# Ломакино (Рязанская область)
Лома́кино — село в Клепиковском районе Рязанской области. Входит в состав Алексеевского сельского поселения.

## География
Расположено на автодороге Р105 Спас-Клепики—Касимов. У южной окраины села протекает река Нарма.

## Население
| 1859 | 1906 | 2010 |
| ---- | ---- | ---- |
| 388  | ↗655 | ↘54  |

## Инфраструктура
В деревне около ста домов. Газифицирована.

## Известные уроженцы
- Крючков, Всеволод Григорьевич — советский и российский экономико-географ, один из основателей современной географии сельского хозяйства, ресурсоведения и социально-экономического картографии сельской местности.